# Psammoclema fuliginosum
Psammoclema fuliginosum är en svampdjursart som först beskrevs av Carter 1885.  Psammoclema fuliginosum ingår i släktet Psammoclema och familjen Chondropsidae. Inga underarter finns listade i Catalogue of Life.